# Nithyananda

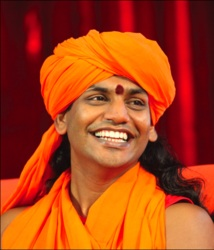
Nithyanada com cerca de 25 anos

Nithyananda é um Guru Indiano. Os seus seguidores acreditam que Nithyananda é a encarnação do Deus Xiva.
Nithyananda apresenta os seus ensinamentos que são considerados divinos e são escutados pelos seus seguidores que lhe prestam Culto de personalidade. Também é seguido por milhares de pessoas no seu canal de YouTube onde são publicados os seus discursos e propagandas.
Estima-se que Nithyananda nasceu em 1977.
Nithyananda está acusado de Exploração sexual recorrendo a Brainwashing em nome da espiritualidade.
Há atualmente suspeitas de que terá fugido do país.